# Мухаммад VI (маї Борну)
Мухаммад VI Букалмарамі (*д/н —1612/1618 або 1632) — 26-й маї (володар) і султан Борну в 1596/1602—1612/1618 або 1602/1617—1632 роках.

## Життєпис
Походив з Другої династії Сейфуа. Старший син маї Ідріса III. Посів трон за різними відомостями 1596, 1602 або 1617 року. Втім більш правдоподібними є останні 2 дати. Можливо 1596 року батько оголосив Мухаммада своїм молодшим співправителем з огляду на негативну практику попередників, що боролися за трон. Висловлюється думка, що в 1610-х роках Мухаммад здійснював зовнішню політику, зокрема походи проти південних держав і племен. Також зберіг політичний союз з Османською імперією.
Після отримання повної влади продовжив політику попередника, спрямовано на захоплення торгівельних шляхів в Сахарі. Вів загалом успішні війни з західнохауськими містами-державами, скориставшись зокрема ослабленням султаната Кано після смерті Мухаммаду Назакі 1623 року. Східнохауські міста-держави залишалися васалами Борну. За іншою хронологією ці війни вже здійснював його наступник.
Помер 1612, 1618 або 1632 року. Йому спадкував брат Ібрагім III.